# Mistrzostwa Polski w biegach przeszkodowych (OCR)
Mistrzostwa Polski w biegach przeszkodowych (OCR) – coroczne zawody sportowe, w trakcie których wyłaniani są mistrzowie Polski w biegach przeszkodowych, organizowane przez Stowarzyszenie Biegów Przeszkodowych OCR Polska. Pierwsza edycja odbyła się w dniach 8-9 września 2018 roku w Gdyni na których wyłonieni zostali Mistrzowie Polski mężczyzn i kobiet w formule standard oraz short. Drugie Mistrzostwa Polski zostały rozegrane w dniach 7-8 września 2019 roku w Radotkach koło Płocka. Oprócz Mistrzów Polski mężczyzn i kobiet w formule standard i short wyłoniono zwycięzców w kategorii sztafet męskich, sztafet żeńskich oraz sztafet mieszanych. Trzecie Mistrzostwa Polski rozegrano w dniach 5-6 września 2020 roku w rybnickiej dzielnicy Kamień. Poza konkurencjami rozgrywanymi w roku poprzednim dodatkowo odbyły się biegi mężczyzn i kobiet na dystansie 100 metrów. Czwarta edycja mistrzostw została rozegrana 11 września 2021 roku w Kutnie. Wyłoniono medalistów wśród mężczyzn i kobiet w formule short i na dystansie 100 metrów oraz w rywalizacji drużynowej. Mistrzostwa w roku 2022 odbyły się w dniach 10-11 września w Sopocie. Kolejna szósta już edycja miała miejsce w 2023 roku w dniach 30 września - 1 października w Stalowej Woli podczas której po raz pierwszy rozegrano bieg w formule OCR400 (czterystumetrowy dynamiczny tor przeszkód).

## Mistrzostwa Polski
| Edycja | Rok  | Miejsce      |
| ------ | ---- | ------------ |
| I      | 2018 | Gdynia       |
| II     | 2019 | Radotki      |
| III    | 2020 | Rybnik       |
| IV     | 2021 | Kutno        |
| V      | 2022 | Sopot        |
| VI     | 2023 | Stalowa Wola |

## Medaliści

### Elita mężczyzn - formuła standard
| Mistrzostwa       | Złoty medal                             | Srebrny medal                                    | Brązowy medal                     |
| ----------------- | --------------------------------------- | ------------------------------------------------ | --------------------------------- |
| Gdynia 2018       | Tomasz Krawczyk Husaria Race Team       | Andrzej Tarka xRunners                           | Bartosz Świętek Gorący Potok Team |
| Radotki 2019      | Dawid Hajnos Gorący Potok Team          | Sebastian Kasprzyk #kasprzykteam                 | Tomasz Krawczyk Husaria Race Team |
| Rybnik 2020       | Grzegorz Szczechla Carbon Silesia Sport | Dawid Hajnos Gorący Potok Team                   | Wojciech Wojtyszyn xRunners       |
| Sopot 2022        | Grzegorz Szczechla Carbon Silesia Sport | Wojciech Wojtyszyn Ex Team                       | Tomasz Oślizło Socios Silesia     |
| Stalowa Wola 2023 | Marcel Fabian Socios Silesia            | Grzegorz Szczechla Misyjny Klub Sportowy Centrum | Wojciech Wojtyszyn Ex Team        |

### Elita kobiet - formuła standard
| Mistrzostwa       | Złoty medal                            | Srebrny medal                          | Brązowy medal                          |
| ----------------- | -------------------------------------- | -------------------------------------- | -------------------------------------- |
| Gdynia 2018       | Małgorzata Szaruga Socios Silesia      | Natalia Wielechowska Husaria Race Team | Izabela Frontczak Husaria Race Team    |
| Radotki 2019      | Agnieszka Rynkiewicz Husaria Race Team | Aleksandra Grobelna xRunners           | Katarzyna Baranowska Gorący Potok Team |
| Rybnik 2020       | Jolanta Papiór Wataha                  | Katarzyna Baranowska Gorący Potok Team | Klaudia Szuba-Łata Enjoy by sport      |
| Sopot 2022        | Marta Łosin Biegun OCR Team            | Małgorzata Daszkiewicz Power Training  | Anna Solakiewicz BeFit24Team           |
| Stalowa Wola 2023 | Paulina Wołczek-Wojtyszyn Ex Team      | Marta Łosin Biegun OCR Team            | Magdalena Missala Power Training       |

### Elita mężczyzn - formuła short
| Mistrzostwa       | Złoty medal                             | Srebrny medal                  | Brązowy medal                     |
| ----------------- | --------------------------------------- | ------------------------------ | --------------------------------- |
| Gdynia 2018       | Sebastian Kasprzyk xRunners             | Dawid Hajnos Gorący Potok Team | Robert Bandosz Algraf Race Team   |
| Radotki 2019      | Tomasz Krawczyk Husaria Race Team       | Dawid Hajnos Gorący Potok Team | Sebastian Kasprzyk #kasprzykteam  |
| Rybnik 2020       | Grzegorz Szczechla Carbon Silesia Sport | Dawid Hajnos Gorący Potok Team | Wojciech Wojtyszyn xRunners       |
| Kutno 2021        | Grzegorz Szczechla Carbon Silesia Sport | Tomasz Oślizło Socios Silesia  | Wojciech Wojtyszyn Ex Team        |
| Sopot 2022        | Maciej Serafiński Runmageddon Team      | Paweł Jaciów Wataha            | Wojciech Wojtyszyn Ex Team        |
| Stalowa Wola 2023 | Piotr Król Socios Silesia               | Marcel Fabian Socios Silesia   | Grzegorz Szczechla MKS Dzięgielów |

### Elita kobiet - formuła short
| Mistrzostwa       | Złoty medal                            | Srebrny medal                          | Brązowy medal                          |
| ----------------- | -------------------------------------- | -------------------------------------- | -------------------------------------- |
| Gdynia 2018       | Małgorzata Szaruga Socios Silesia      | Aleksandra Grobelna xRunners           | Izabela Wysłuch xRunners               |
| Radotki 2019      | Aleksandra Grobelna xRunners           | Karolina Pisarczyk BeFit24 Team        | Natalia Wielechowska Husaria Race Team |
| Rybnik 2020       | Anna Solakiewicz Befit24team           | Katarzyna Baranowska Gorący Potok Team | Marta Łosin Biegun OCR Team            |
| Kutno 2021        | Małgorzata Daszkiewicz Power Training  | Marta Łosin Biegun OCR Team            | Izabela Wysłuch                        |
| Sopot 2022        | Agnieszka Rynkiewicz Gorący Potok Team | Karolina Sroka Unit37                  | Izabela Wysłuch Dragon Runners         |
| Stalowa Wola 2023 | Marta Łosin Biegun OCR Team            | Paulina Wołczek-Wojtyszyn Ex Team      | Magdalena Missala Power Training       |

### Elita mężczyzn - 100 metrów
| Mistrzostwa | Złoty medal                          | Srebrny medal                    | Brązowy medal                    |
| ----------- | ------------------------------------ | -------------------------------- | -------------------------------- |
| Rybnik 2020 | Paweł Murawski Ospro Ninja Team      | Robert Bandosz Ospro Ninja Team  | Jan Tatarowicz Apollo Wejherowo  |
| Kutno 2021  | Krystian Czaplicki Biegun Ninja Team | Jan Tatarowicz Biegun Ninja Team | Robert Bandosz Biegun Ninja Team |

### Elita kobiet - 100 metrów
| Mistrzostwa | Złoty medal                            | Srebrny medal                          | Brązowy medal                 |
| ----------- | -------------------------------------- | -------------------------------------- | ----------------------------- |
| Rybnik 2020 | Katarzyna Baranowska Gorący Potok Team | Dorota Gadzińska Ospro Ninja Team      | Klaudia Burs Ospro Ninja Team |
| Kutno 2021  | Katarzyna Jonaczyk Biegun Ninja Team   | Katarzyna Baranowska Gorący Potok Team | Paula Kulig Biegun Ninja Team |

### OCR 400 - mężczyźni
| Mistrzostwa       | Złoty medal                                             | Srebrny medal                  | Brązowy medal                      |
| ----------------- | ------------------------------------------------------- | ------------------------------ | ---------------------------------- |
| Stalowa Wola 2023 | Tomasz Prykowski Podhalańskie Dziki - Gorący Potok Team | Przemysław Jańczuk Feniks Wear | Jakub Zawistowski Ospro Ninja Team |

### OCR 400 - kobiety
| Mistrzostwa       | Złoty medal                      | Srebrny medal             | Brązowy medal                 |
| ----------------- | -------------------------------- | ------------------------- | ----------------------------- |
| Stalowa Wola 2023 | Patrycja Teska Biegun Ninja Team | Agata Gozdek Spartan Team | Matylda Podolska Spartan Team |

### Sztafeta męska
| Miejsce           | Złoty medal                                                            | Srebrny medal                                                                       | Brązowy medal                                                                                    |
| ----------------- | ---------------------------------------------------------------------- | ----------------------------------------------------------------------------------- | ------------------------------------------------------------------------------------------------ |
| Radotki 2019      | Biegun - Maciej Szulwach - Łukasz Józefiak - Tomasz Danielkiewicz      | Drogbruk Runaway Team - Kacper Kąkol - Wojciech Wojtyszyn - Dawid Kowalczyk         | GWP OCR Team - Piotr Paciorek - Wojciech Brzoskwinia - Grzegorz Opiał                            |
| Rybnik 2020       | Gorący Potok Team - Robert Krzystyniak - Grzegorz Opiał - Dawid Hajnos | Socios Silesia - Piotr Król - Michał Grochola - Krzysztof Budzisz                   | X Vikingi - Bartosz Januszewski - Tomasz Prykowski - Wiktor Wójcik                               |
| Kutno 2021        | Socios Silesia - Krzysztof Budzisz - Piotr Król - Tomasz Oślizło       | Runmageddon Ospro Team - Dariusz Stokowski - Jakub Zawistowski - Przemysław Jańczuk | Carbon Silesia Sport / Socios Silesia - Józef Chmielorz - Grzegorz Szczechla - Grzegorz Lisowski |
| Sopot 2022        | Socios Silesia - Piotr Król - Marcel Fabian - Tomasz Oślizło           | Runmageddon Team - Przemysław Jańczuk - Maciej Serafiński - Krystian Kalinowski     | Lemon Team - Rafał Żurawik - Adam Cichoń - Oskar Karcz                                           |
| Stalowa Wola 2023 | Socios Silesia - Piotr Król - Marcel Fabian - Grzegorz Lisowski        | Bravehearts-OCR - Artur Kozłowski - Jacek Kacperski - Marcin Maruszewski            | Lemon Team - Bartosz Piwnik - Rafał Żurawik - Adam Cichoń                                        |

### Sztafeta żeńska
| Miejsce      | Złoty medal                                                                         | Srebrny medal                                                                      | Brązowy medal                                                                              |
| ------------ | ----------------------------------------------------------------------------------- | ---------------------------------------------------------------------------------- | ------------------------------------------------------------------------------------------ |
| Radotki 2019 | xGirls - Natalia Cicha - Natalia Kozłowska - Beata Kuraś                            | ---                                                                                | ---                                                                                        |
| Rybnik 2020  | Carbon Silesia Sport - Katarzyna Napieraj - Magdalena Zagrodzka - Victoria Jarząbek | Power Training - Anita Garnuszek - Magdalena Missala - Olga Limanowska             | Power Training - Ewa Samulska - Elżbieta Liberadzka - Aneta Antolik                        |
| Kutno 2021   | Gorący Potok Team - Katarzyna Baranowska - Alicja Jasińska - Agnieszka Rynkiewicz   | Power Training - Justyna Garlacz - Jekatierina Worobiewa - Magdalena Missala       | Biegun OCR Team / Raisport Active - Patrycja Teska - Oliwia Juszkiewicz - Nikola Markowska |
| Sopot 2022   | Gorący Potok Team - Katarzyna Jonaczyk - Alicja Jasińska - Agnieszka Rynkiewicz     | BeFit24Team - Magdalena Kołczyn - Karolina Pisarczyk - Anna Solakiewicz            | Biegun OCR Team - Patrycja Teska - Nikola Markowska - Oliwia Juszkiewicz                   |
| Stalowa Wola | BeFit24Team 02 - Karolina Pisarczyk - Magdalena Kołczyn - Anna Garlacz              | Biegun OCR Team/Paka Ninja/Wataha - Patrycja Teska - Ola Szojda - Nikola Markowska | BeFit24Team 04 - Martyna Charusta - Sylwia Wicher - Anna Trojan                            |

### Sztafeta mieszana
| Miejsce           | Złoty medal                                                                | Srebrny medal                                                                    | Brązowy medal                                                                |
| ----------------- | -------------------------------------------------------------------------- | -------------------------------------------------------------------------------- | ---------------------------------------------------------------------------- |
| Radotki 2019      | Smash Team - Agnieszka Rynkiewicz - Mateusz Krawiecki - Robert Bandosz     | Gorący Potok Team - Katarzyna Baranowska - Jakub Mikrut - Bartosz Świętek        | Power Training - Jekaterina Worobiewa - Karol Jagodziński - Filip Cichocki   |
| Rybnik 2020       | Gorący Potok Team - Katarzyna Baranowska - Jakub Mikrut - Bartosz Świętek  | Team Runmageddon - Mateusz Krawiecki - Wojciech Wojtyszyn - Agnieszka Rynkiewicz | Socios Silesia - Agnieszka Gortel-Maciuk - Dawid Jarząbek - Ireneusz Opolony |
| Kutno 2021        | Ex Team - Wojciech Wojtyszyn - Paulina Wołczek - Zbigniew Ziober           | Biegun OCR Team - Marta Łosin - Piotr Formela - Krystian Lorych                  | Runmageddon - Marek Podgórski - Julia Maciuszek - Mateusz Rynkiewicz         |
| Sopot 2022        | Ex Team - Zbigniew Ziober - Wojciech Wojtyszyn - Paulina Wołczek-Wojtyszyn | Biegun OCR Team - Krystian Lorych - Marta Łosin - Piotr Formela                  | xRunners - Sylwester Zalejasz - Paulina Zalejasz - Dominik Wałdowski         |
| Stalowa Wola 2023 | Ex Team - Paulina Wołczek-Wojtyszyn - Wojciech Wojtyszyn - Zbigniew Ziober | Biegun OCR Team - Marta Łosin - Piotr Formela - Krystian Lorych                  | Wataha - Krystian Mędygrał - Fabian Markowski - Jolanta Papiór               |